# Xã đặc quyền Brownstown, Michigan
Xã Brownstown (tiếng Anh: Brownstown Township) là một xã thuộc quận Wayne, tiểu bang Michigan, Hoa Kỳ. Năm 2010, dân số của xã này là 30.627 người.